# Toy Soldiers (Computerspiel)
Toy Soldiers ist ein Action-Strategiespiel für die Xbox 360 und Windows, entwickelt von Signal Studios und verlegt von Microsoft Studios. Es vereint Elemente von Echtzeit-Strategiespielen, Actionspielen und Tower-Defense-Spielen im Szenario des Ersten Weltkriegs.

## Spielprinzip
Der Spieler kontrolliert in Toy Soldiers eine Armee von Miniatur-Spielzeugsoldaten in einer begrenzten Diorama-Landschaft aus Holz und Plastik. Den Horizont bilden übernatürlich große Schauplätze, beispielsweise ein Kinderzimmer oder eine Bibliothek, und oft kann man einzelne riesige Gegenstände wie Lampen und andere Möbelstücke erkennen, was den Eindruck erzeugt tatsächlich kleine Spielzeugsoldaten zu befehligen.
Für gewöhnlich kontrolliert der Spieler eine Basis an einem Ende des Spielfelds. Im Tower-Defense-Stil strömen in regelmäßigen Abständen stärker werdende Wellen verschiedenster Gegnertypen auf die eigenen Befestigungsanlagen zu. Der Spieler kann auf vorgegebenen Bauplätze verschiedene Verteidigungsanlagen wie Haubitzen, Mörser und MG-Nester errichten und muss die Wellen abwehren. Für abgewehrte Einheiten erhält der Spieler Geld, mit welchem er wiederum stärkere Verteidigungsanlagen errichten kann. Während für gewöhnlich alle Einheiten von der KI kontrolliert werden, kann und muss der Spieler oft die Kontrolle über einzelne Einheiten in der Third-Person-Perspektive übernehmen um das Spiel zu gewinnen. Das Spiel beinhaltet über 50 verschiedene Einheiten, darunter verschiedene Panzer und Flugzeuge. Um das Spiel familienfreundlich zu halten, zerbrechen bzw. explodieren getroffene Gegner in einzelne Plastikteile, ohne dass Blut gezeigt wird.

## Downloaderweiterungen
Nach dem Release wurden zwei weitere DLC-Pakete veröffentlicht, welche für wenig Geld weitere Inhalte zum Spiel hinzufügten.

### The Kaiser’s Battle
The Kaiser’s Battle war das erste verfügbare Ergänzungspaket. Es erweitert das Spiel um französische Einheiten, eine französische Minikampagne aus drei Singleplayer-Leveln inklusive des Bossgegners „K-Wagen“, zwei neue Multiplayer-Maps, eine neue Survival Map und drei neue Errungenschaften.

### Invasion!
Das zweite Paket, Invasion!, erweitert das Spiel wiederum um eine weitere Minikampagne inklusive des Endgegners „RoboBob“, zwei neue Multiplayer-Maps, eine neue Survival Map und drei neue Errungenschaften. Der Spieler kontrolliert in diesem Paket die deutsche Armee und muss sich gegen britische Geheimwaffen, darunter fliegende Untertassen, zur Wehr setzen.

## Rezeption
| Windows       | Windows       |            |
| Metawertungen | Metawertungen |            |
| ------------- | ------------- | ---------- |
| Metacritic    | 71 von 100    | 71 von 100 |
| Xbox 360      |               |            |
| Publikation   | Wertung       |            |
| 4Players      | 84 %          |            |
| Gamezone      | 8,7 von 10    |            |
| Metawertungen |               |            |
| Metacritic    | 81 von 100    | 81 von 100 |

Die Kritiken zu beiden Versionen, sowohl für Windows als auch für die Xbox 360, fielen weitgehend positiv aus. Gelobt wurde Toy Soldiers unter anderem für das außergewöhnliche Setting und das kurzweilige und actionreiche Gameplay. Bemängelt wurde die fehlende Story und die mäßige KI. Die PC-Version wurde im Durchschnitt schlechter bewertet, was auf den fehlenden Multiplayer-Modus zurückzuführen ist.

„Motivierende Mischung aus Tower Defense und Action mit Spielzeugflair, die trotz geringer Kartenauswahl nicht nur solo, sondern auch zu zweit einen Heidenspaß macht.“